# سازمان (فیلم ۱۹۷۳)
«سازمان» (انگلیسی: The Outfit (1973 film)) فیلمی در ژانر جنایی و نئو نوآر به کارگردانی جان فلین است که در سال ۱۹۷۳ منتشر شد.

## بازیگران
- رابرت دووال
- کارن بلک
- جو دان بیکر
- رابرت رایان
- تیموتی کری
- ریچارد جاکل